# رود اوسه‌کای
رود اوسه‌کای (انگلیسی: Usekay) یک رودخانه در سرزمین پرم کشور روسیه است.